# V1-Stellung
Die V1-Stellung, d. h. Verb-Erst-Stellung, bezeichnet in der germanistischen Linguistik ein Wortstellungsmuster, das im Deutschen z. B. bei selbständigen Ja-Nein-Fragen auftaucht, ferner bei eingebetteten Bedingungssätzen und anderen Satztypen. Traditionell wird dieses Muster in der Germanistik auch als Stirnsatz bezeichnet.
Mit „Verb-Erst-Stellung“ ist eigentlich gemeint, dass (in den Begriffen des Feldermodells) die finite Verbform in der vorgezogenen Position der „linken Satzklammer“ steht, während zugleich das „Vorfeld“ leer bleibt.
Abgesehen von seinen besonderen Funktionen für den Satzmodus kann der Verb-Erst-Satz gemeinsam mit dem Verb-Zweit-Satz in demselben Rahmen behandelt werden. Für weitere Einzelheiten zum grammatischen Bau siehe daher auch den Artikel zum Verb-Zweit-Satz (weiteres außerdem unter Inversion (Sprache)). Der vorliegende Artikel beschäftigt sich vor diesem Hintergrund hauptsächlich mit der Funktion der V1-Sätze in der deutschen Grammatik.
Für die Untersuchung von Satzformen mit dem Verb am Anfang in den Sprachen der Welt insgesamt siehe die Artikel zu Verb-Subjekt-Objekt- sowie Verb-Objekt-Subjekt-Sprachen.

## Begriff
Die herkömmliche Bezeichnung „Verb-Erst-Stellung“ ergibt keine ganz präzise Bestimmung für die Klasse von Sätzen, die in der Grammatik des Deutschen tatsächlich gemeint sind: Es soll sich ausschließlich darum handeln, dass das finite Verb in der Position der linken Satzklammer steht, also dieselbe Position, in der auch nebensatzeinleitende Konjunktionen (Subjunktionen) stehen, während die Position direkt davor, das Vorfeld, leer bleibt. Gemeint sind also Satzformen wie im folgenden Beispiel:
| Vorfeld | linke Klammer | Mittelfeld     | rechte Klammer |
| ------- | ------------- | -------------- | -------------- |
| --      | Gehen         | wir heute noch | einkaufen?     |

Angesichts folgender Beispiele ist die Bezeichnung „Verb-Erst“ aber eigentlich missverständlich, ist also nicht genau im wörtlichen Sinn zu nehmen:
| Linkes Außenfeld | Vorfeld   | linke Klammer | Mittelfeld                 | rechte Klammer   |
| ---------------- | --------- | ------------- | -------------------------- | ---------------- |
| --               | Einkaufen | gehe          | ich später.                | --               |
| Peter,           | --        | könntest      | du für mich was            | einkaufen gehen? |
| Aber             | --        | haben         | wir nicht noch genug Brot? |                  |

Das Beispiel „Einkaufen gehe ich später“ zählt nicht als „Verb-Erst-Satz“, obwohl das Wort „einkaufen“ an der Satzspitze ein Verb ist. Da tatsächlich aber nur das finite Verb gemeint ist, ist dies vielmehr ein Verbzweitsatz: Das Finitum „gehe“ (1.Pers.Sg.Präs.) erscheint nach einem Vorfeld, das besetzt ist (wenn auch hier mit einem infiniten Verb).
Umgekehrt sind Sätze, die mit Einheiten außerhalb des Vorfelds beginnen (wie der zweite und dritte der obigen Tabelle), sehr wohl „Verb-Erst-Sätze“, da das Vorfeld eben frei bleibt. Dass ein Ausdruck im Außenbereich des Satzes steht statt im Vorfeld, kann daran erkannt werden, dass er ebenso von Verb-Zweit-Strukturen gefolgt werden könnte (wenn ein Aussagesatz folgt).

## V1-Stellung in selbständigen Sätzen

### Frage- und Ausrufesätze
Die Verb-Erst-Stellung wird im Deutschen überwiegend zur Kennzeichnung eines Satzmodus genutzt, ist allerdings hierfür nie eindeutig. Zum einen können so Fragesätze ausgedrückt werden, bei denen vom Hörer eine Ja-/Nein-Antwort gefordert wird:
```
Gibt es hier auch frische Milch?

vgl: 
Ob es hier wohl auch frische Milch gibt?
```

Falls der Sprecher nur eine Frage erwägt, ohne eine Antwort vom Hörer zu fordern, werden keine Verb-Erst-Sätze, sondern, wie im zweiten Beispiel oben, selbständige Äußerungen von Nebensätzen mit der Konjunktion ob benutzt.
Zum anderen kommen Ausrufe in verschiedenen Funktionen als V1-Sätze vor, vor allem Aufforderungen (Imperative), Wünsche (Optativ) und Ausrufe der Verwunderung.
```
Lass mich in Ruhe!
 (Aufforderung)

Hätte ich doch bloß nichts gesagt!
 (Wunsch, 
Irrealis
)

Möge die 
Macht
 mit dir sein!
 (Wunsch)

Hat der aber große Ohren!
 (Verwunderung)
```

### Aussagesätze
Verb-Erst-Sätze können vor allem in der gesprochenen Sprache als selbständige Aussagesätze dienen, wenn bestimmte narrative Effekte erzielt werden sollen (z. B. lebendige Aufzählung oder Kontrast; kennzeichnend sind sie auch für die Textsorte „Witz“). V1-Sätze sind in solchen Fällen keine festgefügten Wendungen, sondern produktiv. (Der erste Beispielsatz enthält zusätzlich nach dem „und“ noch einen Sonderfall, der unten im Abschnitt über Koordinationsellipse angesprochen wird.)
```
Kommt ein Pferd in die Kneipe und bestellt ein Bier. (…).

(…) Tja, was soll ich machen? Pack ich also meine Sachen wieder zusammen und will schon zur Tür gehen, da …

Läuft mir doch da ein Fußgänger geradewegs vors Auto!
```

Hiervon zu unterscheiden sind allerdings Sätze, bei denen eine Einheit aus dem Kontext wieder aufgenommen wird, ohne dass ein Pronomen gesetzt wird; hier können Sätze auftreten, die scheinbar V1-Form haben, aber bei denen es unmöglich wäre, das fehlende Pronomen im Satzinneren zuzusetzen:
```
(Wir sollten Peter anrufen) …

Hab ich mir auch schon gedacht.

*nicht:
 
Hab ich mir 
das
 auch schon gedacht.

nur:
 
Das
 hab ich mir auch schon gedacht.
```

Diese Wortfolge kann besser als ein Verb-Zweit-Satz aufgefasst werden, bei dem ein Pronomen, das im Vorfeld steht, nicht ausgesprochen wurde.

## V1-Stellung in Nebensätzen
Verb-Erst-Sätze erscheinen als Nebensätze mit der Bedeutung spezieller Satztypen (Kausalsatz, Konditionalsatz, Konzessivsatz, Vergleichssatz o. ä.), wobei diese Interpretationen manchmal durch entsprechende Modalpartikeln gestützt werden müssen. Es gilt in der Forschung teilweise als ungeklärt, wie weit diese Nebensätze in den Gesamtsatz integriert sind. In diesen Sätzen erscheint das Verb anstelle einer nebensatzeinleitenden Konjunktion am Satzanfang:
```
Bedingungssätze (Konditionale)
: (Alternative: Konjunktion 
wenn …
)
 
 [
Hätte
 ich mehr Zeit gehabt,] hätte ich einen längeren Brief geschrieben.
```

```
Konzessivssätze:
 (Alternative: 
wenn … auch
)
 
 [
War
 der Auftritt auch etwas misslungen,] so hatte er immerhin Aufmerksamkeit erregt.
```

```
Kausalsätze:
 (Alternative: 
wo … doch
)
 
Er gab die Hoffnung auf, [
hatte
 er doch seit einer Woche keine Nachricht erhalten.]
```

```
Vergleichssätze
 (Alternative: 
als ob …
)
 
Es war, als [
hätte
 der Himmel die Erde still geküsst.]
```

Man beachte, dass im ersten Beispiel oben der Teil nach dem Komma kein Verberstsatz ist, sondern die Verbzweit-Struktur, in deren Vorfeld der V1-Nebensatz steht; siehe Feldermodell des deutschen Satzes #Das Vorfeld. Im zweiten Beispiel ist genau diese Vorfeldposition durch „so“ besetzt und der Nebensatz ist eine Linksversetzung außerhalb des V2-Satzes. Beim dritten und vierten Beispiel ist ein V1-Nebensatz dem V2-Hauptsatz nachgestellt.
Ferner gibt es Verb-Erst-Parenthesen, die alternativ auch als V2-Satz mit dem Pronomen so im Vorfeld konstruiert werden können:
```
Das Zitat stammt – 
(so) vermute ich
 – von Pascal.
```

Im Schweizerdeutschen bzw. Schweizer Hochdeutsch existieren Konstruktionen, bei denen ein V1-Satz als Nebensatz vorkommt und dabei in seiner Bedeutung anderswo einem dass-Satz entspricht.
```
Es freut mich, kommst du rechtzeitig nach Hause.

(Schweizerisch = „Es freut mich, dass du rechtzeitig nach Hause kommst.“)
[
5
]
```

## Der Sonderfall Koordinationsellipse
Bei der Koordinationsellipse ist die Verberststellung für den zweiten, mit „und“ angeschlossenen Satz typisch.
```
Karl kommt heute und besucht seinen Freund.
```

Das gilt auch dann, wenn es sich bei der Koordinationsellipse um eine Subjektbinnenellipse handelt.
```
Heute kommt Karl und besucht seinen Freund.
```

Die Analyse dieser letzteren Konstruktion ist in der Fachliteratur umstritten, so dass nicht eindeutig zu sagen ist, ob der Verberst-Teil ein Nebensatz oder ein gleichgeordneter Hauptsatz ist.

## Sprachvergleichende Aspekte
Ebenso wie die V2-Stellung sind V1-Sätze zumindest in manchen der oben dargestellten Funktionen auch in anderen germanischen Sprachen anzutreffen. Beispielsweise hat das Schwedische ebenso wie das Deutsche V1-Sätze für Ja-Nein-Fragen, Imperative, Wunschsätze und auch V1-Bedingungssätze:
```
Måtte det gå dig väl!

Möge es gehen dir gut
„Möge es dir gut gehen!“
```

```
Kommer du imorgon, kan du träffa henne

Kommst du morgen, kannst du treffen sie
„Kommst du morgen (Wenn du morgen kommst), kannst du sie treffen“
```

Auch im Englischen existieren V1-Bedingungssätze, obwohl die Voranstellung von Verben im Englischen ansonsten eingeschränkter ist als in den anderen germanischen Sprachen:
```
 
Had I known this before going out, I wouldn’t have worn sandals!

„Hätte ich das gewusst, bevor ich rausgehe, hätte ich keine Sandalen angezogen.“
```

Die Frage nach Gemeinsamkeiten zwischen germanischen V1-Sätzen und dem Wortstellungsmuster VSO in den VSO-Sprachen, die die Wortstellungstypologie beschreibt, scheint nicht einheitlich beantwortbar. Zwar gilt auch das VSO-Muster als eine abgeleitete Wortstellung, die durch Voranstellung des Verbs zustande kommt, jedoch unterscheiden sich Sprachen anscheinend darin, wie weit das Verb vorangestellt wird und wie die Ableitungsregeln genau aussehen.